# Aija (tỉnh)
Tỉnh Aija (tiếng Tây Ban Nha: Provincia de Aija) là một tỉnh thuộc vùng Ancash của Peru. Tỉnh Aija có diện tích 697 km², dân số thời điểm theo điều tra dân số ngày 11 tháng 7 năm 1993 là 8657 người. Tỉnh lỵ đóng ở Aija.